# Лозовой, Евгений Викторович
Евге́ний Ви́кторович Лозово́й (укр. Євгеній Вікторович Лозовий; род. 25 марта 1988, Харьков) — украинский футболист, полузащитник клуба «Виктория» (Николаевка)

## Биография
В период с 2007 по 2011 год играл в дубле харьковского «Металлиста», где провёл более ста матчей. За основной состав провёл только 2 игры в Кубке Украины. Из-за невозможности конкурировать с игравшими на его позиции в Премьер-лиге Тайсоном и Марлосом, был вынужден искать игровую практику в других командах. Летом 2011 года перешёл в «Гелиос». Далее по сезону провёл в первой лиге в составе клубов «УкрАгроКом» и «Горняк-Спорт». С комсомольской командой завоевал бронзовые медали первой лиги.
Летом 2015 года перебрался в чемпионат Молдавии, подписав соглашение со столичной «Дачией». В составе серебряного призёра Национальной дивизии дебютировал 2 августа 2015 года в игре против «Зимбру».
Перед началом сезона 2020/21 присоединился к харьковскому «Металлу», который заявился на розыгрыш Второй лиги Украины.